# Павел (Лингрис)
Митрополи́т Па́вел Ли́нгрис (греч. Μητροπολίτης Γέρων Παύλος Λύγκρης; 1920, Кафр-аз-Зият, Гарбия — 15 августа 2013, Кипсели) — епископ Александрийской православной церкви, митрополит Мемфисский (1998—2013), ипертим и экзарх Египта.

## Биография
Родился в 1920 году в Кафр-аз-Зияте, в Египте.
Окончил богословский факультет Афинского университета и в 1940 году был хиротонисан во диакона, а в 1952 году — во пресвитера.
С 1954 по 1968 годы служил настоятелем православного храма в Хараре (Зимбабве) и исполнял обязанности эпитропа.
29 ноября 1968 года хиротонисан во епископа Йоханнесбургского и Преторийского с возведением в сан митрополита.
Организовал епархиальное управление. За время его управления епархией в ЮАР было построено несколько храмов, велась активная общественная и благотворительная деятельность.
С 23 июля 1996 по 21 февраля 1997 года был местоблюстителем Патриаршего престола Александрийской православной церкви.
15 января 1998 года был избран на Мемфисскую кафедру с пребыванием в каирском районе Гелиополисе.
27 октября 2004 года получил от Александрийского патриарха почётное звание старца-митрополита.
Скончался 15 августа 2013 года на Александрийском подворье в Кипсели в Афинах, будучи старейшим митрополитом Александрийской православной церкви. Отпевание и погребение состоялось 20 августа.
Владел греческим, арабским, английским и французскими языками.